# Rancio Valcuvia

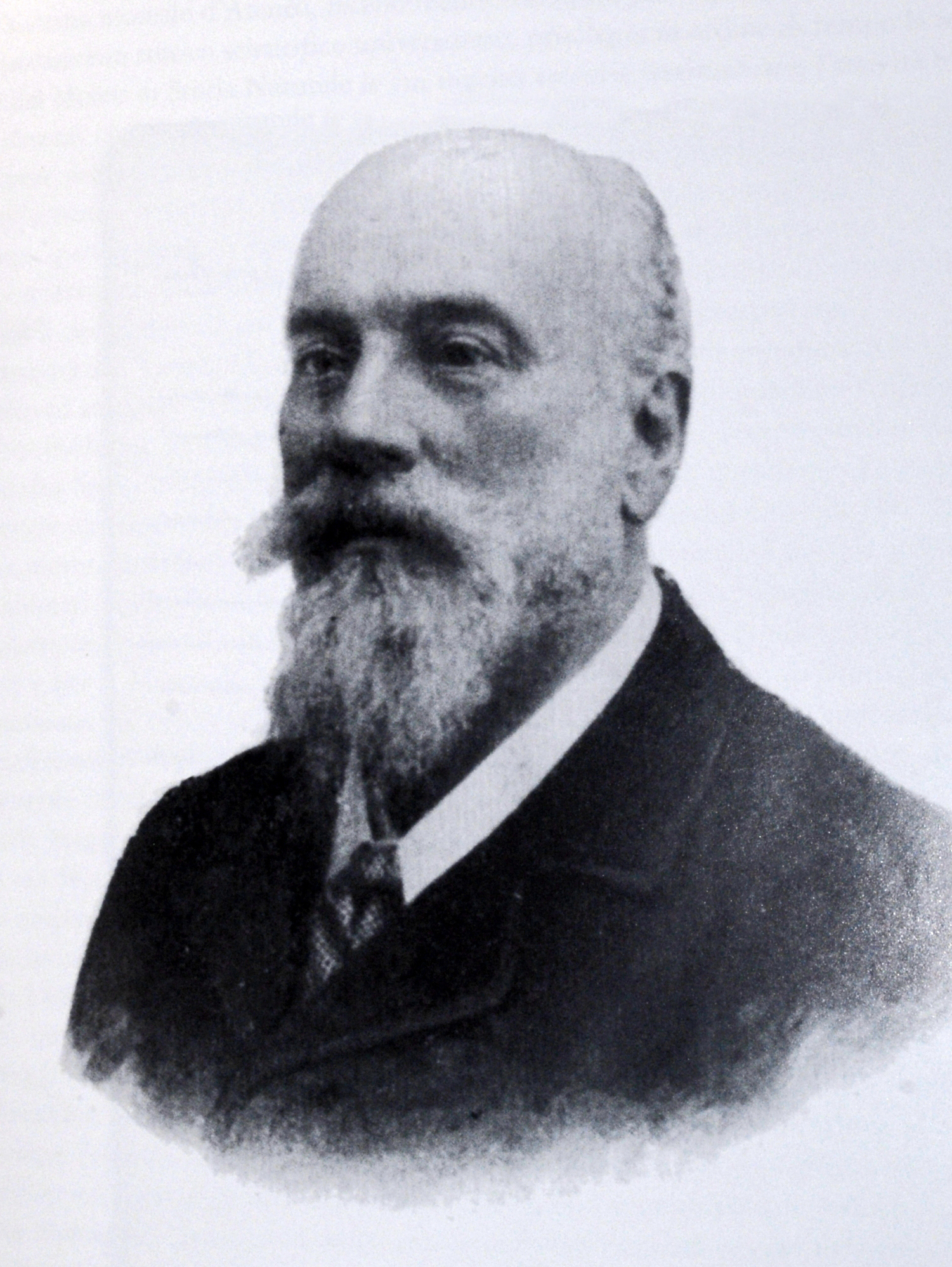
Leopoldo Maggi

Rancio Valcuvia ist eine italienische Gemeinde (comune) in der Provinz Varese in der Region Lombardei.

## Geographie
Die Gemeinde liegt etwa 12 Kilometer nordnordwestlich von Varese am Rancina und am Parco regionale Campo dei Fiori und bedeckt eine Fläche von 4,48 km². Zu Rancio Valcuvia gehören die Fraktionen Cantevria, Mulino, Ronchetto und Scela. Die Nachbargemeinden sind Bedero Valcuvia, Brinzio, Cassano Valcuvia, Castello Cabiaglio, Cuveglio, Ferrera di Varese und Masciago Primo.

## Geschichte
Rancio ist die Ortschaft der pieve von Cuvio, die in den Statuten der Straßen und Gewässer der Grafschaft Mailand von 1346 als Ranzo erwähnt wird: Sie gehörte zu den Gemeinden, die zur Instandhaltung der Bollate-Straße beitrugen (1346). Mit einer Anweisung des Notars Giacomo Perego vom 16. Mai 1450 wurde das Gebiet von Valcuvia von Herzog Francesco I. Sforza an seinen Ratsherrn Pietro Cotta als Lehen vergeben. Das Lehen ging 1727 an den Grafen Giulio Visconti Borromeo Arese über, mit dem Recht des Verkäufers, des Rechtsgelehrten Pietro Cotta, die Lehnsrechte, d. h. die gepolsterte Gebühr, auf Lebenszeit einzuziehen. In den Registern des Estimo (Grundbuch) des Herzogtums Mailand von 1558 und in den späteren Aktualisierungen des 18. Jahrhunderts war Rancio unter den in derselben Pieve erfassten Gemeinden.
Mit der Aktivierung der Gemeinden der Provinz Como auf der Grundlage der territorialen Aufteilung des Königreichs Lombardo-Venetien (Mitteilung vom 12. Februar 1816) wurde die Gemeinde Rancio con Cantevria in den Bezirk XVIII von Cuvio aufgenommen. Rancio con Cantevria, eine Gemeinde mit Vorladung, wurde durch die spätere territoriale Aufteilung der lombardischen Provinzen (Mitteilung vom 1. Juli 1844) im Bezirk XVIII von Cuvio bestätigt. Im Jahr 1853 (Mitteilung vom 23. Juni 1853) wurde Rancio mit dem Weiler Cantevria (Cantevra), einer Gemeinde mit einer allgemeinen Einberufung und 693 Einwohnern, in den Bezirk XXI von Luvino eingegliedert.
Nach dem vorübergehenden Zusammenschluss der lombardischen Provinzen mit dem Königreich Sardinien wurde die Gemeinde Rancio Valcuvia mit 573 Einwohnern, die von einem 15-köpfigen Gemeinderat und einem 2-köpfigen Stadtrat verwaltet wird, auf der Grundlage der durch das Gesetz vom 23. Oktober 1859 festgelegten Gebietsaufteilung dem Bezirk III von Cuvio, Bezirk II von Varese, Provinz Como, zugeordnet. Bei der Gründung des Königreichs Italien im Jahr 1861 hatte die Gemeinde 700 Einwohner (Volkszählung 1861). Bis 1863 trug die Gemeinde den Namen Rancio, danach wurde sie in Rancio Valcuvia umbenannt (Königlicher Erlass Nr. 1192 vom 8. Februar 1863). Nach dem Gesetz über das Gemeindesystem von 1865 wurde die Gemeinde von einem Bürgermeister, einem Rat und einem Ausschuss verwaltet. Im Jahr 1867 wurde die Gemeinde in denselben Bezirk, Kreis und dieselbe Provinz aufgenommen (Circoscrizione amministrativa 1867).
Im Jahr 1924 wurde die Gemeinde in den Bezirk Varese der Provinz Como eingegliedert. Nach der Gemeindereform von 1926 wurde die Gemeinde von einem Podestà verwaltet. Im Jahr 1927 wurde die Gemeinde der Provinz Varese zugeschlagen. Nach der Gemeindereform von 1946 wurde die Gemeinde Rancio Valcuvia von einem Bürgermeister, einer Junta und einem Gemeinderat verwaltet. Im Jahr 1971 hatte die Gemeinde Rancio Valcuvia eine Fläche von 448 Hektar.

## Bevölkerung
| Bevölkerungsentwicklung | Bevölkerungsentwicklung | Bevölkerungsentwicklung | Bevölkerungsentwicklung | Bevölkerungsentwicklung | Bevölkerungsentwicklung | Bevölkerungsentwicklung | Bevölkerungsentwicklung | Bevölkerungsentwicklung | Bevölkerungsentwicklung | Bevölkerungsentwicklung | Bevölkerungsentwicklung | Bevölkerungsentwicklung | Bevölkerungsentwicklung | Bevölkerungsentwicklung | Bevölkerungsentwicklung |
| Jahr                    | 1751                    | 1805                    | 1853                    | 1871                    | 1881                    | 1901                    | 1921                    | 1951                    | 1961                    | 1971                    | 1991                    | 2001                    | 2011                    | 2021                    |                         |
| ----------------------- | ----------------------- | ----------------------- | ----------------------- | ----------------------- | ----------------------- | ----------------------- | ----------------------- | ----------------------- | ----------------------- | ----------------------- | ----------------------- | ----------------------- | ----------------------- | ----------------------- | ----------------------- |
| Einwohner               | 370                     | 481                     | *656                    | 806                     | 730                     | 666                     | 700                     | 568                     | 563                     | 601                     | 750                     | 867                     | 935                     | 898                     |                         |

- 1809 Fusion mit Cuvio
- 1812 Fusion mit Bedero Valcuvia, Brinzio, Cavona und Ferrera

## Verkehr
Die Gemeinde liegt an der Staatsstraße 394 die von Varese zur Schweizer Grenze führt. Zwischen 1914 und 1949 wurde Rancio von einer Haltestelle der Straßenbahn Valcuvia bedient.

## Persönlichkeiten
- Leopoldo Maggi (* 15. Mai 1840 in Rancio Valcuvia; † 7. März 1905 in Pavia), Physiker und Naturwissenschaftler